# Ковыль опушённолистный
Ковы́ль опушенноли́стный (лат. Stīpa dasyphȳlla) — многолетнее травянистое растение; вид рода Ковыль (Stipa) семейства Злаки (Poaceae).

## Ботаническое описание
Плотнодерновинное многолетнее серо- или сизо-зелёное растение высотой 30—80 см, стебли немногочисленные.
Листовые пластинки равные стеблю, плоские 2—3 мм шириной, верхняя сторона коротко опушена, нижняя покрыта мягкими более или менее отстоящими волосками (до 1,2 мм длиной). Язычок нижних листьев 1—3 мм, стеблевых — 4—5 мм длиной. Листовые пластинки сворачиваются при высыхании, имея диаметр 0,6—1,2 мм.
Нижние цветковые чешуи 18—22 мм длиной, имеют полоску волосков, немного не доходящую до основания ости. Соцветие узкое, сжатое, малоколосковое. Колосковые чешуи длиннозаострённые, 5—7 см длиной. Нижние цветковые чешуи 20—22 мм длиной, при основании сплошь опушённые, выше с семью рядами волосков.
Плод — зерновка. Ость при плоде 35—45 см длиной, дважды коленчато-согнутая, в нижней части закрученная, голая, выше перистая, покрыта волосками до 6 мм длиной.

## Распространение и местообитание
В России вид занимает большую площадь в лесостепных и степных районах в областях европейской части, на Урале и в Предкавказье: в Белгородской, Волгоградской, Курской, Московской, Нижегородской, Оренбургской, Пензенской, Ростовской, Самарской, Саратовской, Свердловской, Тамбовской, Тульской, Ульяновской и Челябинской областях, в Республиках Башкортостан, Татарстан и Удмуртия, а также в Ставропольском и Пермском краях. Вероятно, вид исчез в Республике Мордовии, Липецкой и Рязанской областях. В Сибири он распространён в Кемеровской, Курганской и Тюменской областях, в Алтайском и Красноярском краях. Вне России встречается на Украине, в Словакии, Венгрии, Румынии, Молдавии, в степях Средней Европы.
Лимитирующие факторы — низкая конкурентоспособность, уничтожение местообитаний в результате распашки, перевыпаса, прогона скота, ежегодные весенние палы, сбор на букеты.

## Образ жизни
В пределах ареала произрастает по степям, реже полянам остепнённых дубрав, зарослям кустарников. Цветёт в июне. Плодоносит в июле. Размножается только семенами.

## Охранный статус

### В России
В России вид входит в Красную книгу России (Категория 3 г: Редкий вид) и многие Красные книги субъектов Российской Федерации. Растёт на территории нескольких особо охраняемых природных территорий России.

### На Украине
Входит в Красную книгу Украины, охраняется в Каневском, Украинском степном (отделение «Хомутовская степь», «Каменные Могилы») и Луганском (отделение «Провальская степь» и «Стрельцовская степь») заповедниках.